# Mergus
Mergus é um género de aves anseriformes que inclui cinco espécies de patos e mergansos.
Estas aves vivem em ambientes fluviais e alimentam-se de peixes. O bico tem bordo serrilhado, para ajudar a ave a segurar a presa.
Os fósseis mais antigos de Mergus conhecidos pertencem à espécie Mergus miscellus e datam do Miocénico (cerca de 14 milhões de anos).

## Espécies
- Mergus octosetaceus - Pato-mergulhão
- Mergus serrator - Merganso-de-poupa
- Mergus squamatus - merganso-de-flanco-escamoso
- Mergus merganser - Merganso-grande
- Mergus australis - merganso-de-auckland